# قصعين أليف الظلال
قصعين أليف الظلال[بحاجة لمصدر] (الاسم العلمي:Salvia umbraticola) هو نوع من النباتات يتبع جنس القصعين من الفصيلة الشفوية.